# استان لاکویلا
استان لاکویلا (به ایتالیایی: Provincia dell'Aquila) از استان‌های کشور ایتالیا است.
استان لاکویلا در جنوب مرکزی این کشور قرار دارد. مرکز این استان شهر لاکویلا و زیرمجموعه ناحیه ابروتزو می‌باشد. مساحت این استان ۵٬۰۳۴ کیلومتر مربع و جمعیت آن ۳۱۰٬۰۶۷ نفر است. این استان بزرگترین و پرجمعیت‌ترین استان ناحیهٔ ابروتزو است.
| شهرستان         | جمعیت  |
| --------------- | ------ |
| لاکویلا         | ۷۱٬۷۶۱ |
| اوزانو          | ۳۹٬۶۷۰ |
| سولمنا          | ۲۵٬۳۶۳ |
| کلانو           | ۱۱٬۰۱۲ |
| پراتلا پلیگنا   | ۷٬۸۹۰  |
| تاگلیاکزو       | ۶٬۸۲۰  |
| تراساکو         | ۶٬۱۱۵  |
| کاستل دی سانگرو | ۶٬۱۰۹  |
| لوسو د مرسی     | ۵٬۷۷۶  |
| کاپسترلو        | ۵٬۴۷۳  |
| کارسولی         | ۵٬۲۳۸  |

## نگارخانه

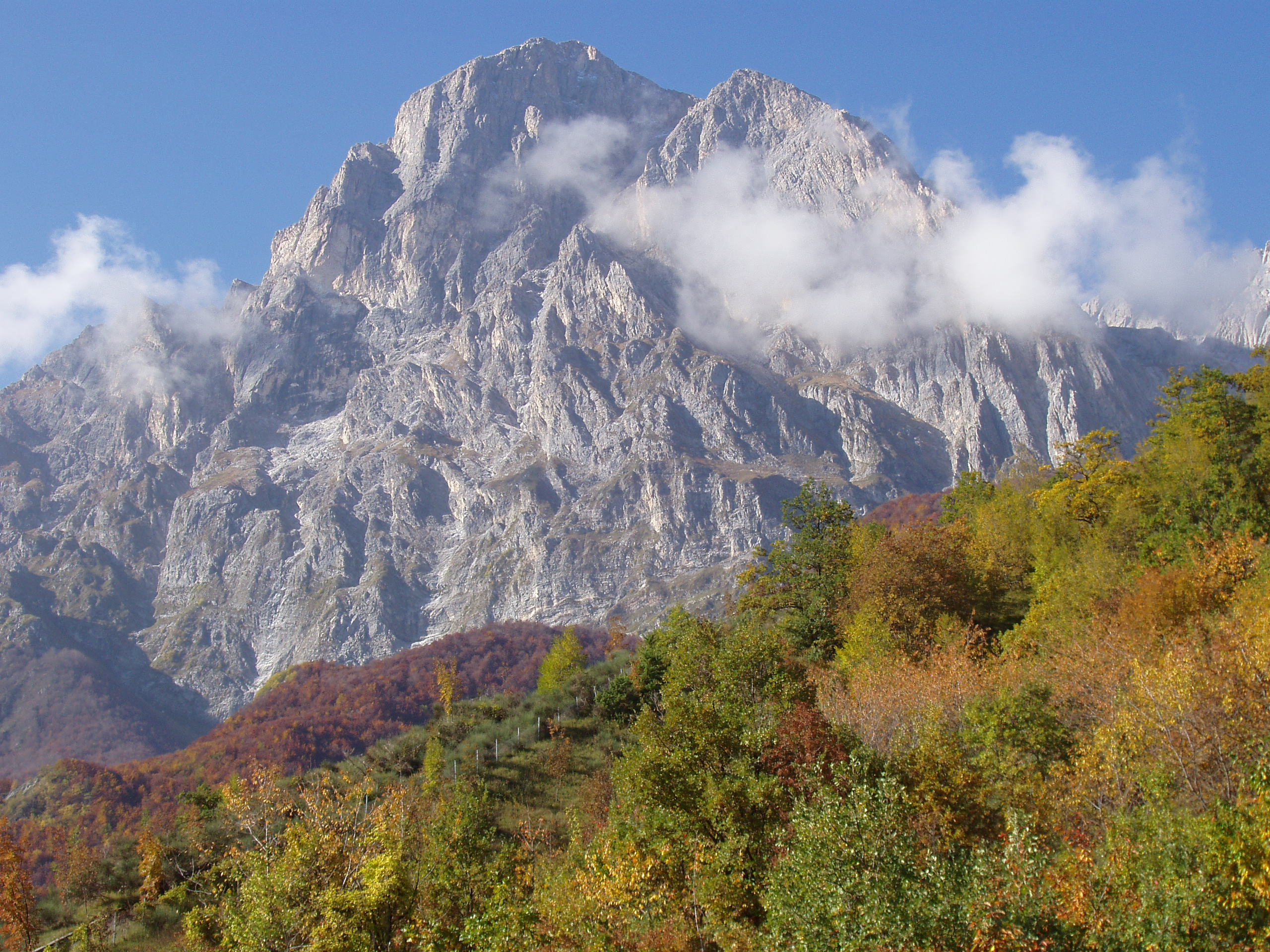
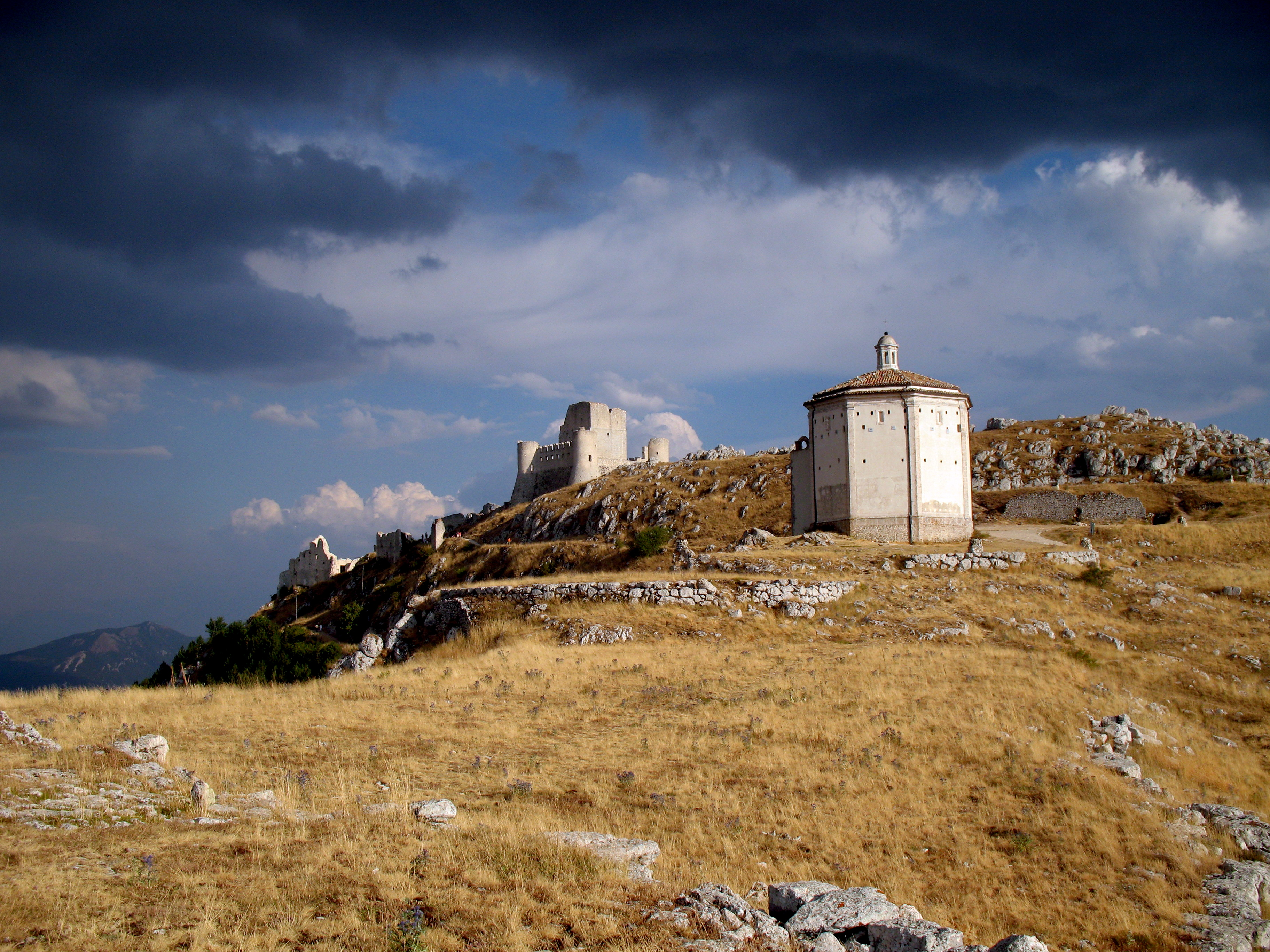
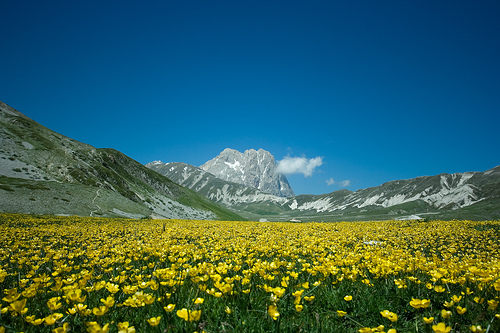